# Mario vs. Donkey Kong 2: March of the Minis
Mario vs. Donkey Kong 2: March of the Minis – komputerowa gra platformowa wydana w 2006 roku przez Nintendo na konsoli Nintendo DS. Jest to kontynuacja gry Mario vs. Donkey Kong wydanej na konsolę Game Boy Advance. 
Gracz wciela się w hydraulika Mario, którego zadaniem jest uratowanie dziewczyny Pauline, porwanej przez Donkey Konga.